# فالز، کالوادس
فالز، کالوادس (به فرانسوی: Falaise, Calvados) یک کمون در فرانسه با جمعیت ۸٬۳۸۷ نفر است که در کالوادوس واقع شده‌است.